# 第156师团
第156师团（Dai-hyakugojūroku Shidan）是日本帝国陆军的一个步兵师团。它的代号是护西兵团（Gosai Heidan）。该师团于1945年2月28日在久留米市组建。

## 行动
第156师团隶属于第57军。该师团从1945年5月5日到1945年8月15日日本投降，一直在宫崎县巩固海防，没有参与实战。其下辖的第453步兵团驻守在住吉（宫崎和神富之间），第454步兵团驻守在宫崎，第455团在清武（宫崎南郊），第456团在国富。